# Tagoi
Die Sprache Tagoi ist eine kordofanische Sprache, nahe verwandt mit dem Tegali, und wird nahe der Stadt Raschad in Süd-Kordofan im Sudan, etwa 12° N, 31° E, gesprochen. 
Anders als Tegali hat diese Sprache ein komplexes Nominalklassensystem, welches so erscheint, als hätte die Sprache Tagoi von weitaus mehr typischen Niger-Kongo-Sprachen Entlehnungen übernommen. Es hat mehrere Dialekte, darunter Umali (Tumale), Goy (Tagoi proper), Moreb und Orig (ŋóóriɡ, Turjuk). 